# 共公 (鄭)
共公（きょうこう、生年不詳 - 紀元前424年）は、春秋時代の鄭の君主。姓は姫、名は丑。

## 生涯
鄭の献公の子として生まれた。紀元前455年、甥の哀公が殺害され、共公が鄭公として即位した。紀元前424年、共公は死去し、子の幽公が鄭公として即位した。